# Pai Nosso, de Verdade!
Pai Nosso, de Verdade! é o terceiro álbum de estúdio do cantor brasileiro Wolô, lançado em 1985, de forma independente.
Lançado quase dez anos em relação ao anterior, foi produzido durante a carreira acadêmica de Wolô, que, cada vez mais se afastava do meio musical. O disco conta com as regravações de "Pai Nosso" e "Obrigado Jesus, por nascer", originais do álbum O que a Lua não Pôde, não Pode e não Poderá (1974).

## Faixas
Lado A
1. "Pai Nosso"
2. "Viver e Morrer"
3. "Viver Jesus"
4. "Adeus Heroínas / Há Deus"

Lado B
1. "De Verdade"
2. "Jesus é Melhor"
3. "Obrigado Jesus, por nascer"
4. "Cântico de Maria"